# 保罗·戴维斯 (篮球运动员)
保罗·戴维斯（英語：Paul Davis，1984年7月21日—），美国NBA联盟职业篮球运动员。他在2006年的NBA选秀中第2轮第4顺位被洛杉矶快船选中。